# Сюй Юйхуа
Сюй Юйхуа́ (кит. трад. 許昱華, упр. 许昱华, пиньинь Xǔ Yùhua; род. 29 октября 1976[…], Цзиньхуа, Чжэцзян) — китайская шахматистка, гроссмейстер (2007). Старший тренер ФИДЕ (2014).
В 2006 году стала одиннадцатой чемпионкой мира по шахматам среди женщин, победив в матче Алису Галлямову.
Чемпионка Азии по шахматам (1998).
Выигрывала Кубок мира в 2000 и 2002 гг. Трёхкратная Олимпийская чемпионка в составе команды Китая 2000, 2002 и 2004.
Участница серии Гран-при ФИДЕ среди женщин 2009—2010, в рамках которой стала победителем второго этапа.

## Изменения рейтинга
| Графики недоступны из-за технических проблем. См. информацию на Фабрикаторе и на mediawiki.org. |